# Totenbach (Kollbach)
Der Totenbach ist ein Bach im Gemeindegebiet von Grafling im Landkreis Deggendorf.

## Verlauf
Die Quelle des Totenbachs liegt bei Arzting am Osthang des Scheuerbergs auf etwa 435 Höhenmetern. Nachdem er den Damm der Bahnstrecke Plattling–Bayerisch Eisenstein und die Bundesstraße 11 jeweils Richtung Westen durchquert hat, fließt der Bach beinahe die Hälfte seiner Gesamtlänge von ca. 2,3 km nahezu parallel zum Kollbach. In diesen mündet er linksseitig zwischen der Tiefenbacher Mühle und dem Weiler Kleintiefenbach.
Der einzige nennenswerte Zufluss ist der Arztinger Bach (Länge etwa 2,1 km, Quellhöhe ca. 689 Höhenmeter), der noch in Arzting rechtsseitig in den Totenbach mündet.